# Курникова, Анна Сергеевна
А́нна Серге́евна Ку́рникова (род. 7 июня 1981, Москва) — российская теннисистка и фотомодель, бывшая первая ракетка мира в парном разряде. Двукратная победительница Открытого чемпионата Австралии в парном разряде и двукратная чемпионка Итогового турнира WTA в парном разряде (все четыре раза — с Мартиной Хингис).
Самая юная участница Олимпийских игр в истории России (во всех видах спорта) — на момент дебюта на Олимпиаде-1996 в Атланте ей было 15 лет и 47 дней.

## Биография

Курникова в 2002 году

Родилась в спортивной семье: отец Сергей профессионально занимался борьбой, мать Алла — теннисный тренер. С 5 лет серьёзно занималась теннисом: сначала в Сокольниках, а потом в теннисном клубе «Спарта». В 10-летнем возрасте Курниковой была предложена стипендия теннисной академии Ника Боллетьери, расположенной в Брадентоне, штат Флорида, США.
В 1994 году стала победительницей неофициального мирового первенства в возрастной категории до 14 лет. В 1995 году, после побед на Orange Bowl, европейских чемпионатах и открытом чемпионате Италии среди юниоров, стала чемпионкой ITF среди юниоров. В конце 1995 года Курникова становится № 1 в юниорском рейтинге.
У Анны есть младший единоутробный брат Аллан. Двоюродный брат Анны Евгений Королёв — также теннисист.
В сентябре 2010 года получила американское гражданство.

### Профессиональная теннисная карьера
В 14 лет стала профессиональной теннисисткой (1995 г.). Выступала в кубке Федерации за сборную России и стала самой молодой спортсменкой, которая принимала участие и одержала победу. В том же году первенствовала на одном из наиболее престижных юниорских турниров, Orange Bowl, в старшей возрастной категории (до 18 лет).
В 1996 году была признана лучшим новичком WTA. В этом же году 15-летняя Курникова проиграла в 4-м раунде открытого чемпионата США именитой Штеффи Граф. В 1996 году участвовала в Олимпийском турнире в Атланте в составе сборной России.
В 1997 году вышла в полуфинал Уимблдонского турнира и уступила будущей чемпионке (и партнёру по парным выступлениям) Мартине Хингис.
В 1998 году совершила прорыв в результатах: одержала победы над Мартиной Хингис, Линдсей Дэвенпорт и Штеффи Граф и вошла в 20-ку сильнейших теннисисток планеты.
В 1999 году в паре с Хингис выиграла открытый чемпионат Австралии, а также итоговый турнир года WTA и заняла первую строчку в мировом парном рейтинге.
В 2000 году достигла 8-й строчки в мировом рейтинге по итогам сезона. В паре с Хингис второй год подряд одержала победу на итоговом турнире WTA.
В 2001 году получила травму левой ноги. Выиграла 10-й турнир в паре с Хингис — «Кубок Кремля».
В 2002 году выиграла в паре с Хингис свой второй турнир Большого шлема: открытый чемпионат Австралии.
В 2003 году вновь получила травму. Последнее выступление Курниковой в WTA-туре датировано маем 2003 года.

### Рейтинг на конец года в одиночном разряде
- 2003 — 305
- 2002 — 35
- 2001 — 74
- 2000 — 8
- 1999 — 12
- 1998 — 13
- 1997 — 32
- 1996 — 57
- 1995 — 281

## Финалы турниров Большого шлема за карьеру (5)

### Женский парный разряд (3)

#### Победы (2)
| Год  | Турнир              | Партнёр        | Соперники в финале                      | Счёт           |
| 1999 | Australian Open     | Мартина Хингис | Линдсей Дэвенпорт Наталья Зверева       | 7:5, 6:3       |
| 2002 | Australian Open (2) | Мартина Хингис | Даниэла Гантухова Аранча Санчес Викарио | 6:2, 6:74, 6:1 |

#### Поражение (1)
| Год  | Турнир       | Партнёр        | Соперники в финале           | Счёт           |
| 1999 | Ролан Гаррос | Мартина Хингис | Серена Уильямс Винус Уильямс | 3:6, 7:6², 6:8 |

### Смешанный парный разряд (2)

#### Поражения (2)
| Год  | Турнир   | Партнёр       | Соперники в финале                  | Счёт          |
| 1999 | Уимблдон | Юнас Бьоркман | Леандер Паес Лайза Реймонд          | 4:6, 6:3, 3:6 |
| 2000 | US Open  | Максим Мирный | Джаред Палмер Аранча Санчес Викарио | 4:6, 3:6      |

## Статистика за карьеру
| Победы (одиночные+парные):    |
| ----------------------------- |
| Турниры Большого Шлема (0+2)  |
| Итоговый чемпионат года (0+2) |
| 1-я категория (0+4)           |
| 2-я категория (0+6)           |
| 3-я категория (0+1)           |
| 4-я категория (0+1)           |
| 5-я категория (0)             |
| Титулы ITF (2)                |

| Титулы по покрытиям | Титулы по месту проведения матчей турнира |
| ------------------- | ----------------------------------------- |
| Хард (2+10)         | Зал (1+6)                                 |
| Грунт (0+1)         | Зал (1+6)                                 |
| Трава (0+1)         | Открытый воздух (1+10)                    |
| Ковёр (0+4)         | Открытый воздух (1+10)                    |

### Финалы турниров в одиночном разряде (6)

#### Победы (2)
| №  | Дата            | Турнир       | Покрытие | Соперник в финале | Счёт      |
| 1. | 12 февраля 1996 | Мидленд, США | Хард(I)  | Линдсей Ли        | 7:6², 6:1 |
| 2. | 4 марта 1996    | Рокфорд, США | Хард     | Юка Ёсида         | 6:1, 6:4  |

#### Поражения (4)
| №  | Дата            | Турнир          | Покрытие | Соперник в финале | Счёт          |
| 1. | 23 марта 1998   | Майами, США     | Хард     | Винус Уильямс     | 6:2, 4:6, 1:6 |
| 2. | 29 марта 1999   | Хилтон Хед, США | Грунт    | Мартина Хингис    | 4:6, 3:6      |
| 3. | 21 октября 2000 | Москва, Россия  | Ковёр    | Мартина Хингис    | 3:6, 1:6      |
| 4. | 9 сентября 2002 | Шанхай, Китай   | Хард     | Анна Смашнова     | 2:6, 3:6      |

### Финалы турниров в парном разряде (29)

#### Победы (16)
| №   | Дата             | Турнир                  | Покрытие | Партнёр          | Соперницы в финале                            | Счёт            |
| 1.  | 21 сентября 1998 | Toyota Princess Cup     | Хард     | Моника Селеш     | Мэри-Джо Фернандес Аранча Санчес Викарио      | 6:4, 6:4        |
| 2.  | 18 января 1999   | Australian Open         | Хард     | Мартина Хингис   | Линдсей Дэвенпорт Наталья Зверева             | 7:5, 6:3        |
| 3.  | 5 марта 1999     | Индиан-Уэллс, США       | Хард     | Мартина Хингис   | Мэри-Джо Фернандес Яна Новотна                | 6:2, 6:2        |
| 4.  | 3 мая 1999       | Рим, Италия             | Хард     | Мартина Хингис   | Александра Фусаи Натали Тозья                 | 6:2, 6:2        |
| 5.  | 14 июня 1999     | Истборн, Великобритания | Трава    | Мартина Хингис   | Яна Новотна Наталья Зверева                   | 6:4 — отказ     |
| 6.  | 15 ноября 1999   | Итоговый чемпионат года | Ковёр    | Мартина Хингис   | Лариса Савченко-Нейланд Аранча Санчес Викарио | 6:4, 6:4        |
| 7.  | 3 января 2000    | Голд-Кост, Австралия    | Хард     | Жюли Алар-Декужи | Сабина Аппельман Рита Гранде                  | 6:3, 6:0        |
| 8.  | 30 апреля 2000   | Гамбург, Германия       | Грунт    | Наталья Зверева  | Николь Арендт Манон Боллеграф                 | 6:75, 6:2, 6:-4 |
| 9.  | 2 октября 2000   | Фильдерштадт, Германия  | Хард(I)  | Мартина Хингис   | Аранча Санчес Викарио Барбара Шетт            | 6:4, 6:2        |
| 10. | 9 октября, 2000  | Цюрих, Швейцария        | Хард(I)  | Мартина Хингис   | Кимберли По-Мессерли Анна-Гаэль Сидо          | 6:3, 6:4        |
| 11. | 4 ноября 2000    | Филадельфия, США        | Ковёр    | Мартина Хингис   | Лиза Реймонд Ренне Стаббз                     | 6:2, 7:5        |
| 12. | 13 ноября 2000   | Итоговый чемпионат года | Ковёр    | Мартина Хингис   | Николь Арендт Манон Боллеграф                 | 6:2, 6:3        |
| 13. | 7 января 2001    | Сидней, Австралия       | Хард     | Барбара Шетт     | Лиза Реймонд Ренне Стаббз                     | 6:2, 7:5        |
| 14. | 1 октября 2001   | Москва, Россия          | Ковёр(i) | Мартина Хингис   | Елена Дементьева Лина Красноруцкая            | 7:61, 6:3       |
| 15. | 14 января 2002   | Australian Open         | Хард     | Мартина Хингис   | Даниэла Гантухова Аранча Санчес Викарио       | 6:2, 6:74, 6:1  |
| 16. | 9 сентября 2002  | Шанхай, Китай           | Хард     | Джанет Ли        | Рика Фудзивара Ай Сугияма                     | 7:5, 6:3        |

#### Поражения (13)
| №   | Дата             | Турнир                    | Покрытие | Партнёр                 | Соперницы в финале                      | Счёт            |
| 1.  | 18 сентября 1995 | Москва, Россия            | Ковёр    | Александра Ольша        | Мередит Макграт Лариса Савченко-Нейланд | 1:6, 0:6        |
| 2.  | 4 марта 1996     | Рокфорд, США              | Хард     | Людмила Вармужова       | Элли Хаками Валда Лейк                  | 2:6 3:6         |
| 3.  | 9 февраля 1998   | Париж, Франция            | Ковёр    | Лариса Савченко-Нейланд | Сабина Аппльман Мириам Ореман           | 6:1, 3:6, 6:73  |
| 4.  | 9 февраля 1998   | Линц, Австрия             | Хард(I)  | Лариса Савченко-Нейланд | Александра Фусаи Натали Тозья           | 3:6, 6:3, 4:6   |
| 5.  | 5 октября 1998   | Фильдерштадт, Германия    | Хард(I)  | Аранча Санчес Викарио   | Линдсей Дэвенпорт Наталья Зверева       | 4:6, 2:6        |
| 6.  | 24 мая 1999      | Ролан Гаррос              | Грунт    | Мартина Хингис          | Серена Уильямс Винус Уильямс            | 3:6, 7:62, 6:8  |
| 7.  | 26 июля 1999     | Станфорд, Калифорния, США | Хард     | Елена Лиховцева         | Линдсей Дэвенпорт Корина Морариу        | 4:6, 4:6        |
| 8.  | 10 марта 2000    | Индиан-Уэллс, США         | Хард     | Наталья Зверева         | Линдсей Дэвенпорт Корина Морариу        | 2:6, 3:6        |
| 9.  | 31 июля 2000     | Сан-Диего, США            | Хард     | Наталья Зверева         | Лиза Реймонд Ренне Стаббз               | 6:4, 3:6, 6:76  |
| 10. | 21 октября 2000  | Москва, Россия            | Ковёр    | Мартина Хингис          | Жюли Алар-Декужи Ай Сугияма             | 6:4, 4:6, 6:75  |
| 11. | 29 января 2001   | Токио, Япония             | Ковёр    | Ирода Туляганова        | Лиза Реймонд Ренне Стаббз               | 6:75, 6:2, 6:76 |
| 12. | 30 июля 2001     | Сан-Диего, США            | Хард     | Мартина Хингис          | Кара Блэк Елена Лиховцева               | 4:6, 6:1, 4:6   |
| 13. | 6 января 2002    | Сидней, Австралия         | Хард     | Мартина Хингис          | Лиза Реймонд Ренне Стаббз               | отказ           |

## Светская жизнь

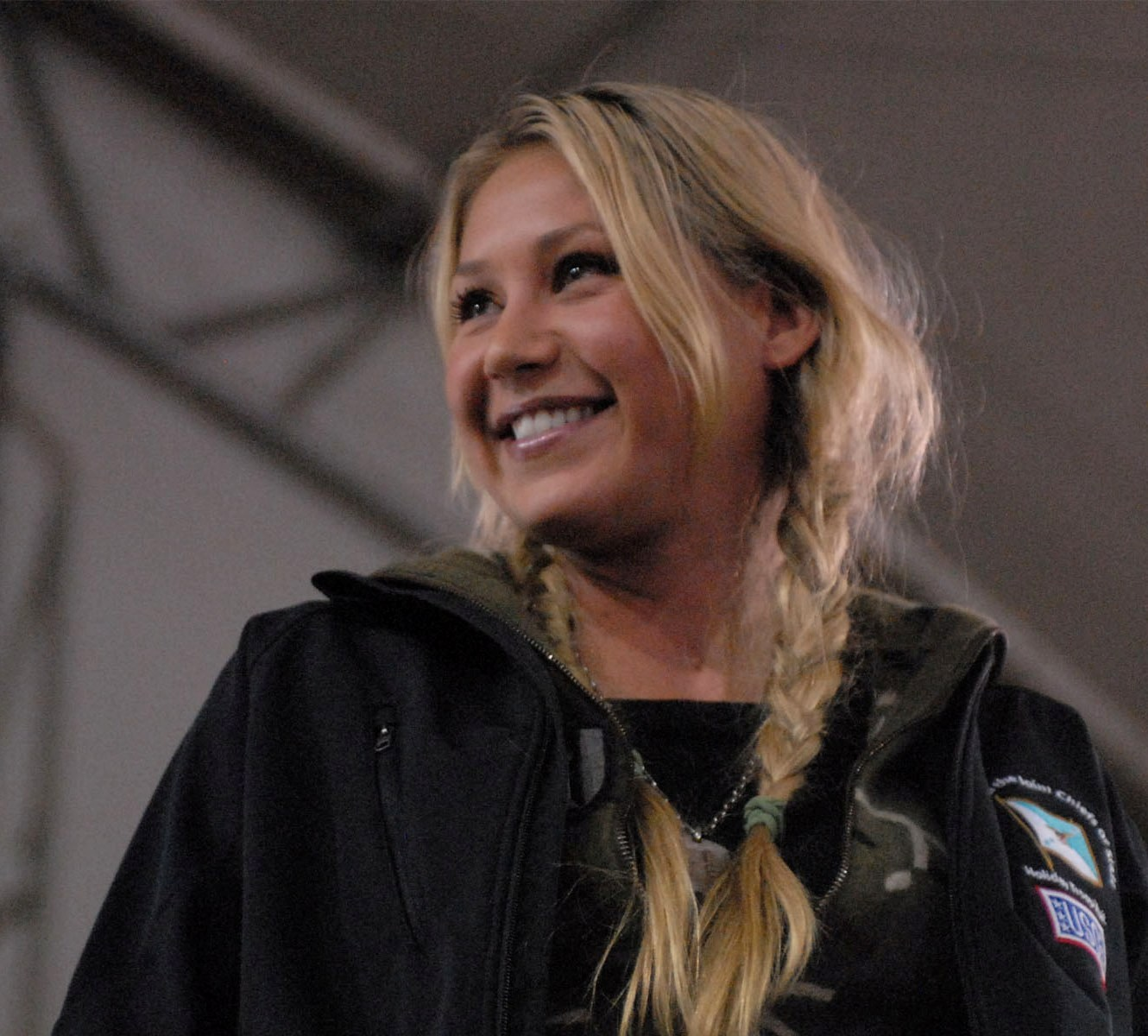
Курникова в 2009 году

СМИ сообщали о её романах с хоккеистами Павлом Буре, Сергеем Фёдоровым. В 2000 году заняла 58-ю строчку в списке знаменитостей журнала Forbes.
В 2002 году читатели журнала FHM поставили Курникову на первую строчку 100 самых сексуальных женщин в мире.
Позже стала участвовать в показательных, благотворительных турнирах вместе с бывшими звёздами тенниса.

## Личная жизнь
В 2001 году британская газета The Sun сообщила о свадьбе Курниковой и российского хоккеиста Сергея Фёдорова. Отец Анны опроверг эту информацию. Однако в 2003 году Фёдоров заявил, что они были женаты, но вскоре развелись.
С конца 2001 года состоит в отношениях с певцом Энрике Иглесиасом, с которым она познакомилась во время съёмок его клипа на песню Escape, в которых принимала участие. У пары есть трое детей: двойняшки — сын Николас и дочь Люси (род. 16 декабря 2017), и дочь Мэри (род. 30 января 2020).

## Фильмография
- 2000 — Я, снова я и Ирэн — менеджер мотеля